# Matra Super 530

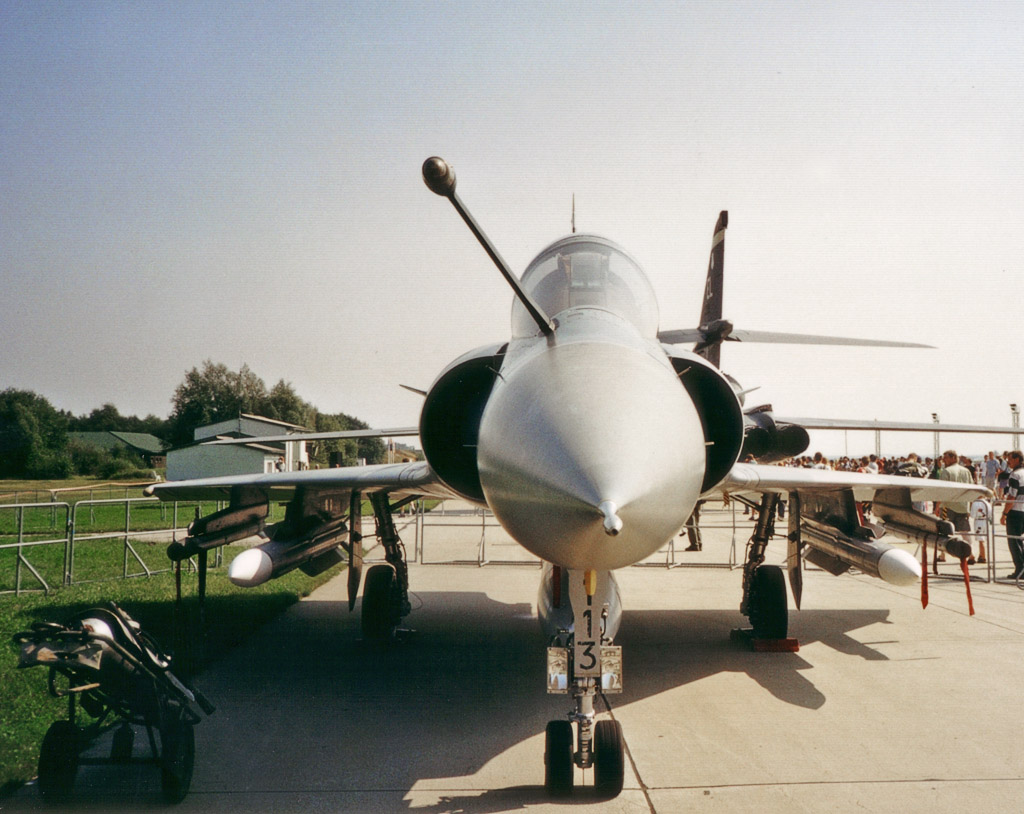
Mirage 2000 com mísseis Super 530 nos pontos duros internos.

O Matra Super 530 é um míssil francês ar-ar de médio a curto alcance. A série Super 530D é a última versão deste míssil. Foi adquirido por Espanha, Brasil, França, Grécia, Iraque, Kuwait, Líbia e Marrocos. Está sendo substituído pelo MDBA Mica na Armée de l'Air.
Matra Super 530D (doppler) é um míssil semi-ativo de guiamento eletromagnético (guiado pelo radar) desenvolvido para agir integrado ao radar RDI do Dassault Mirage 2000. De geração anterior ao MICA, não proporcionava aos caças que o carregavam a capacidade Fire and Forget (lançar e esquecer). O Super 530D possui um sensor semi-ativo que requer que o alvo permaneça iluminado pelo radar da aeronave lançadora durante todo o seu voo até ele, caso contrário o seu lock será perdido.

## Versões

### Super 530F
Desenvolvido para o Dassault Mirage F1 com radar Cyrano IV. Introduzido em 1979. É considerado equivalente ao americano AIM-7F.

### Super 530D
Desenvolvido para o Dassault Mirage 2000 com radar RDI. Introduzido em 1988. É considerado equivalente ao americano AIM-7M.

## Características
- Versão: Matra Super 530D
- Peso: 275 kg
- Carga explosiva: 31 kg HE de fragmentação
- Guiamento: radar semi-ativo
- Velocidade: Mach 4.5
- Alcance: aprox. 40 km

## No Brasil
Foi adquirido pelo Brasil no pacote de armas e serviços que acompanhavam os 12 caças Dassault Mirage 2000 que pertenciam a Armée de l'Air.